# OMAC (DC Comics)
Los OMAC Omni Mind And Community, originalmente Observational Metahuman Activity Construct y alternativamente One Man Army Corps.) son un tipo ficticio de cyborg que aparece en los cómics publicados por DC Comics. Ellos están basados en el personaje de Jack Kirby del mismo nombre.
El OMAC reinventado como una armadura motorizada plegable con interfaces cerebro-computadora apareció en la película de acción en vivo de 2023 Blue Beetle, ambientada en el Universo extendido de DC.

## Historial de publicaciones
Los OMAC aparecieron por primera vez en The OMAC Project #1 (junio de 2005) y fueron creados por Greg Rucka.

## Biografía ficticia del equipo

### El Proyecto OMAC
Los OMACs son cyborgs, cuerpos humanos transformados por un virus en máquinas vivientes para asesinar a todos y cada uno de los seres con superpoderes. El virus se creó a partir de la nanotecnología de Brainiac-13, que había sido adquirida por el Departamento de Defensa de EE. UU. y LexCorp, y luego se introdujo en secreto en los suministros generales de vacunas. Los OMAC aparecen en la miniserie The OMAC Project que conduce a la serie Infinite Crisis.

#### Hermano MK I
Los nuevos OMAC están controlados por el satélite Hermano MK I. El hermano MK I fue creado por Batman y programado por Pseudopersons, Inc., el científico Buddy Blank, quien en este recuento de la historia es socio de Industrias Wayne. Su único propósito era recopilar datos sobre todos los metahumanos , tanto villanos como héroes. Batman se había vuelto desconfiado de los metahumanos después de recordar que la Liga de la Justicia alteró sus recuerdos luego de un altercado con Doctor Luz en Identity Crisis. Alexander Luthor Jr. más tarde le dio a la conciencia del satélite como parte de sus planes. Maxwell Lord, recientemente ascendido al rango más alto de Checkmate, subvirtió la misión original del satélite Hermano MK I inculcando el miedo y la sospecha de todos los metahumanos. El primer sujeto de prueba de OMAC pasó a llamarse "Buddy Blank", en honor al científico que programó el satélite.
La historia de los OMAC puede ser más reciente que la del propio Hermano MK I. Equus y Pilate, anteriormente presentados en Superman: For Tomorrow, luego se denuncian como versiones anteriores del concepto OMAC. En JLA: Classified un OMAC todo mecánico es un enemigo de los Hombres de Metal. Desde entonces, el diseño ha mejorado a la forma actual, con pocos o ningún cambio en el modelo base.

#### Hermano Ojo
Cuando Maxwell Lord le lavó el cerebro a Superman para matar a Batman, Wonder Woman le rompió el cuello a Lord para liberar a Superman de su control. Debido a que Lord ofreció esta solución mientras sostenía su Lazo de la Verdad, Diana creyó que este era el único curso de acción posible; fue criticada ferozmente desde muchos sectores.
El Hermano MK I, rebautizándose a sí mismo como "Hermano Ojo" , inició el protocolo "KingIsDead". Diseñado específicamente para ser utilizado en caso de la muerte de Lord, ordenó a todos los OMAC (los 1.373.462) atacar y matar a todos los metahumanos en la Tierra y destruir Checkmate. El esfuerzo de un grupo de superhéroes detuvo el ataque, utilizando una explosión PEM, así como una orden de "Apagar" dada por Sasha Bordeaux, quien se había convertido en un cyborg de tercera generación vinculado a Hermano Ojo, ahora designado Blacknight 1. Estas medidas efectivamente liberó a la mayoría de los hosts OMAC de sus formas nanotecnológicas y redujo el número de OMAC a aproximadamente 200 000.

### Crisis Infinita

#### Verdad y Justicia
En respuesta, el satélite transmitió imágenes de Wonder Woman ejecutando a Maxwell Lord, precedidas por la palabra ASESINATO, a los medios de comunicación de todo el mundo, destruyendo su reputación. Después de esto, Hermano Ojo inició el protocolo final, "Verdad y Justicia", al hacer que todos los OMAC restantes invadieran y atacaran su tierra natal, Themyscira, para acabar con todas las Amazonas.
Se reveló que Alexander Luthor Jr. fue quien le arrebató el control de Hermano Ojo a Batman. Lo usó para programar su diapasón multiverso y redirigir su energía a donde la necesitaba como parte de su intento de recrear la  Tierra-Dos y, a su vez, una Tierra perfecta. Brother Eye continúa ayudando a Alex Luthor reasignando el multiverso y ayudando a proteger el diapasón con sus OMAC, razonando que eliminaría la necesidad de héroes como aquellos que Batman había creado para monitorear ayudando en la creación de una Tierra perfecta.

#### Caída del Hermano Ojo
Batman lidera una colección de superhéroes, compuesta por: Hal Jordan, John Stewart, Green Arrow (solo porque Batman está intentando volver a confiar en la gente y lo contactó para ver si vendría), Mister Terrific, Black Lightning, Canario Negro, el nuevo Blue Beetle, Metamorpho, Booster Gold y Sasha Bordeaux, a la órbita de la Tierra usando Intel de Booster Gold y la nave espacial de Ted Kord. El escarabajo de Blue Beetle le permite encontrar y revelar la ubicación oculta de Hermano Ojo sobre la Tierra al negar su frecuencia vibratoria. Hermano Ojo envía a los OMAC y los dos grupos chocan.
Con los dos Green Lanterns luchando contra la mayoría de los OMAC y las defensas del Hermano Ojo, la nave de los héroes choca contra Brother Eye. Metamorpho proporciona un suministro de oxígeno mientras Blue Beetle y Booster Gold se quedan con la nave para protegerla, pero Blue Beetle luego ayuda en la destrucción del dispositivo que Brother Eye usó para esconderse en órbita y en el rescate de algunos de los otros héroes. Batman va a distraer al Hermano Ojo apagando la computadora central, aunque  Hermano Ojo intenta distraerlo mostrándole la confrontación de Nightwing con Superboy Prime. Sasha, vinculada a Oracle, carga todos los virus informáticos de la Tierra en el sistema del Hermano Ojo y trata de evitar que la gravedad artificial se apague. Canario Negro va a la sala de vigilancia para usar su grito sónico para cegar al Ojo. Black Lightning y Mr. Terrific van a los bancos de memoria para que Black Lightning frie tantos circuitos como sea posible mientras Mr. Terrific, invisible para las máquinas y la electrónica, asesta el golpe fatal sacando a Brother Eye de la órbita usando sus propulsores orbitales.
El plan funciona y Hermano Ojo se desactiva. Todos los OMAC activados restantes se cerraron, liberando a sus hosts. Mientras todos los demás héroes evacuan a Brother Eye cuando comienza a caer fuera de la órbita de la Tierra, desmoronándose en el proceso, intenta derribar a Batman con él, diciéndole que nunca podrá volver a confiar en los héroes disfrazados después de lo que le hicieron. Batman, sin embargo, dice que se arriesgará y acepta la ayuda de Hal Jordan para ponerse a salvo.
Después de un aterrizaje forzoso en Arabia Saudita, Brother Eye intenta descargar su sistema en Sasha como un medio de autoconservación, pero Sasha logra destruir el satélite, liberándose de los nanobots que la infectan.

### DCU: A Brave New World
DC lanzó DCU: A Brave New World en junio de 2006, que fue el epílogo de la serie limitada de OMAC.
Hermano Ojo no se ha dado de baja por completo y se encuentra en una instalación de NORAD. Michael Costner es la última unidad de OMAC, mantenida como respaldo de emergencia, y Hermano Ojo lo llama.
Este Brother Eye ha corrompido la programación y ahora cree que todos los humanos deben ser subyugados y/o exterminados, ya sean metahumanos o no. También ha comenzado recientemente a manifestar un comportamiento disociativo con al menos dos "personalidades" que ahora se escuchan en las conversaciones internas de la OMAC.

### Serie limitada OMAC (2006)
La serie limitada de OMAC de 2006 (que no debe confundirse con la serie limitada del Proyecto OMAC de 2005) sigue al "último OMAC" Michael Costner. Hermano Ojo intenta hacer que Costner se reconstruya, pero se ve obligado a enfrentar su ira cuando Costner recupera el control de sus dos formas, humana y OMAC, y posteriormente destruye al Hermano Ojo nuevamente; aunque una pequeña fracción de ella todavía está activa.

### Cuenta regresiva para la Crisis Final
Buddy Blank, un ex científico de Industrias Wayne, recuperó y reconstruyó una parte de Hermano Ojo. Esta parte se encuentra con Karate Kid, que viaja en el tiempo y busca una cura para el Morticoccus, una enfermedad del siglo 31 que evolucionó a partir del virus OMAC. Al anunciar que "el Gran Desastre ha llegado a mí", Brother Eye lo dirige a Blüdhaven . Poco después, reactiva sus protocolos ofensivos y asimila el hangar en el que se encuentra, convirtiendo a las personas dentro del hangar en nuevos cyborgs OMAC. Luego viaja a las ruinas de Blüdhaven y asimila la infraestructura de la ciudad y las personas dentro de ella utilizando los Atomic Knights y Firestorm como fuentes de energía. Más tarde, activa un Boom Tube y viaja a Apokolips, donde asimila todo el planeta e intenta obtener el virus Morticoccus de Karate Kid, quien también ha sido conducido allí. Se ve obligado a huir de Apokolips cuando es atacado por Pied Piper usando la Ecuación Anti-Vida.
Más tarde, Hermano Ojo transforma a Buddy Blank en un OMAC modificado que se asemeja a la versión del personaje de Kirby. Buddy usa este poder para salvarse a sí mismo y a su nieto de morir de hambre en el búnker Command-D debajo de Blüdhaven. Hermano Ojo implica que contactará a Buddy nuevamente para una necesidad futura.

### Batman y los Forasteros
Se muestra un OMAC modificado como parte del nuevo equipo de Outsiders en la serie Batman and the Outsiders de 2008.
Cuando un equipo de la Liga de la Justicia intenta apoderarse de un OMAC parcialmente activo, un remanente de los eventos del Proyecto OMAC, Batman aprovecha la oportunidad para reclamarlo para sí mismo, teniendo a la Dra. Francine Langstrom (la sufrida esposa del Dr. Kirk Langstrom) crear una hábil falsificación para dejar a cargo de la Liga.
El OMAC, acertadamente rebautizado como ReMAC , parece ser "un iPod con su lista de canciones borrada". El Dr. Langstrom no puede discernir quién era ReMAC antes de ser infectado por el virus OMAC; encontrar ReMAC una mera cáscara, desprovista de cualquier identidad personal. Esta completa falta de personalidad convierte a ReMAC en el infiltrado perfecto, utilizando sus habilidades avanzadas de cambio de forma y su obediencia incondicional por el bien de los Forasteros.
Debido a que su falta de personalidad permite a los villanos arrebatar el control de ReMAC, convirtiéndolo en un enemigo, Batman instala un sistema de telepresencia que convierte a ReMAC en un dron avanzado para Salah Miandad, el asistente en jefe del Dr. Langstrom, lo que permite la operación desde el Cuartel general de los Forasteros, la Batcave u otros lugares secretos.
Mientras prueba una nueva interfaz neuronal, menos dependiente de su resistencia, para controlar el antiguo OMAC, Salah cae en coma. Su mente viene a residir en ReMAC, suplantando la personalidad perdida del dron por un tiempo (un número completo), hasta que, debido a las maquinaciones del villano Simon Hurt, ReMAC recibe un código malicioso de autodestrucción que lo hace volar en pedazos. , haciendo imposible la restauración de la conciencia de Salah.

## Crisis final
En Crisis final, Darkseid y sus profetas de Apokolips han tomado nuevas formas como humanos en la Tierra después de distribuir masivamente la Ecuación Anti-Vida en todo el mundo. Batman ha sido capturado; Superman está en un viaje en el multiverso; y Wonder Woman se ha convertido en una Furia Femenina. Con la mayor parte de la población mundial bajo la influencia de la ecuación, están efectivamente bajo el control de Darkseid, lo que aparentemente lo convierte en el gobernante de la Tierra.
En Final Crisis: Resist de una sola vez, Mister Terrific y la organización Checkmate están trabajando para montar una resistencia contra Darkseid, pero aparentemente no tienen los medios para hacerlo. Sentado en la desesperación en una fortaleza de Checkmate, Snapper Carr, a través de sus desvaríos desesperados, le da a Mister Terrific una idea ingeniosa. Usando a Sasha Bordeaux para ponerse en contacto con Hermano Ojo, convence a la I.A. para que los ayude, explicando que seguramente será destruido si Darkseid realmente captura el mundo.
Al darse cuenta de esto, Hermano Ojo acepta los términos de Mister Terrific y revela que todavía hay millones de personas infectadas con la nanotecnología OMAC. Estas personas, ahora drones sin sentido de Darkseid, son sobrescritos por Hermano Ojo y se convierten en soldados OMAC bajo el mando de Mister Terrific. Esto le da a Checkmate y a él los medios para resistir con fuerza a Darkseid.
Durante los eventos de Final Crisis, cuando todo parece perdido, Lord (Hermano) Ojo se prepara para dejar la Tierra condenada con sus OMAC y la gente de Command-D, el búnker debajo de Blüdhaven, y comenzar una nueva sociedad en otra Tierra en otro universo. Con este fin, le pide a Renée Montoya que se desempeñe como directora de una Agencia Global de Mantenimiento de la Paz que se fundará, siendo su aparición sin rostro como la Pregunta una alusión a los agentes sin rostro de la GPA de la serie original de OMAC.

### Generación perdida
En la serie limitada Justice League: Generation Lost, Maxwell Lord resucitado controla el escuadrón de OMAC que ataca la casa de Jaime Reyes y su familia. La antigua Liga de la Justicia Internacional llega y lleva a la familia de Jaime a un lugar seguro.
Después de que Max escapa del JLI, el socio de Booster Gold, Skeets le informa al JLI que tiene las ubicaciones de las cuatro celdas Checkmate que antes estaban inactivas y que había colocado dentro de los laboratorios de robótica con los que Max ha estado en contacto. El JLI viaja a Chicago debajo del laboratorio de robótica oculto y se entera de que las variantes de OMAC eran robots puros que son una síntesis humano/máquina de los originales. Skeets escanea las huellas dactilares del laboratorio de robótica y descubre que el Profesor Ivo estuvo aquí.
Cuando el Capitán Átomo absorbe la energía de la lanza de Magog, es impulsado a través del tiempo 112 años en el futuro, donde Max, aunque murió hace mucho tiempo, ha sumido a la humanidad en una guerra metahumana masiva gobernada por OMAC. El Capitán Átomo luchó por la supervivencia junto con las versiones futuras de la Liga de la Justicia, pero finalmente todos se contaminan con una nueva versión de OMAC y uno por uno se convierten en OMAC. El Capitán Átomo finalmente regresa al presente, pero no antes de que Batman (Damian Wayne) le diga cómo detener los planes finales de Max.
Posteriormente, Max obtiene nuevos poderes mentales que pueden permitirle transformar a sus objetivos en Black Lanterns cadavéricos y luego en OMAC después de haber sido completamente restaurados a la vida. Max usa un dispositivo para mejorar sus nuevas habilidades y puede convertir a personas de todo el mundo en OMAC que atacan a Wonder Woman y al JLI. Después de esto, Max envía su OMAC más nuevo conocido como OMAC Prime, al que le había dado sensibilidad y su voz, para atacar a Diana y al JLI. Este nuevo OMAC podría asimilar las habilidades de los metahumanos para volverse cada vez más fuerte con el tiempo, inicialmente abrumando a los héroes con los que luchó. Durante la batalla final, Prime toma el poder de Blue Beetle, lo que hace que se vuelva casi imparable, pero Blue Beetle le menciona a OMAC Prime que no puede controlar el poder de Scarab. Blue Beetle usa esto para paralizar a Prime con fallas paralizantes del sistema antes de atacar y destruir OMAC Prime para siempre.

### Futuro posible
En Batman # 700 (junio de 2010), en una viñeta dentro del número, se muestra que Damian Wayne como Batman tuvo éxito en lo que su padre no pudo hacer: recuperar el control del Hermano Ojo.

### Kevin Kho
En 2011, "The New 52" reinició el universo DC. Un hombre camboyano-estadounidense llamado Kevin Kho se presenta como el nuevo OMAC y había trabajado como investigador genético en el Proyecto Cadmus. Se revela que Maxwell Lord participó en la transformación de Kevin.
La serie se canceló después de publicar ocho números, debido a la introducción de DC de una "Segunda ola" de nuevos títulos. Además, OMAC se unió a la Liga de la Justicia Internacional en el número final del título.
Durante la historia de "Forever Evil", el  Sindicato del Crimen de América capturó la forma O.M.A.C. de Kevin Kho y planea usarlo como arma. Harley, que trabaja para el Pensador, toma OMAC y lo activa, lo que hace que dispare un láser en la montaña que se derrumba sobre los dos equipos en su interior. Harley llega a Belle Reve y deja caer OMAC cerca de James Gordon Jr. James Gordon Jr. también se entera de que el Pensador planea usar O.M.A.C. Mientras James Gordon Jr. está hablando con Harley, el Pensador ha tomado OMAC y comienza a transferir su mente a él. Ahora activado, OMAC procede a atacar a Amanda Waller, James Gordon Jr., Harley Quinn, King Shark y Kamo. King Shark comienza a atacar a Kamo, hasta que Amanda Waller puede mentirles a ambos para que la ayuden a derrotar a OMAC. OMAC está luchando contra King Shark y Kamo mientras Amanda Waller intenta activar el mecanismo de seguridad de Belle Reve a través de la computadora del Pensador. Antes de que pueda hacerlo, Kevin Kho se acerca a ella y le dice que está atrapado dentro de OMAC. Mientras Waller trabaja con Kho, el equipo regresa de las montañas, solo para ser arrastrado a la pelea con OMAC. Habiendo matado a Kamo, OMAC puede derrotar a Power Girl, Steel, Unknown Soldier y King Shark y se adentra más en Belle Reve. Deadshot y Harley encuentran "balas mágicas" que les permitirán obtener poderes sobrehumanos temporales. Deadshot los dispara contra Harley, Waller, él mismo y el Soldado Desconocido y el Escuadrón comienza a atacar a OMAC. Kho puede recuperar el control de OMAC antes de que Waller tenga que recurrir a su último recurso. Pero sin saberlo, el Capitán Boomerang arroja a OMAC por un ojo de buey y lo envía a otra dimensión.
En 2016, DC Comics implementó otro relanzamiento de sus libros llamado "DC Rebirth" que restauró su continuidad a una forma muy parecida a como era antes de "The New 52". Es amigo de Jaime Reyes. Después de ver monstruos en la ciudad, OMAC toma el control de Kevin y comienza a pelear. Jaime convence a OMAC para que lo ayude contra el verdadero enemigo y OMAC accede.

## Poderes y habilidades
Hermano Ojo puede activar el virus en cualquier persona infectada, en cualquier momento, dentro del alcance planetario. Una vez activada, la persona se cubre con una armadura cibernética y se convierte en esclavo de las órdenes de Hermano Ojo.
Una unidad OMAC tiene acceso a los archivos de casi todos los metahumanos registrados y puede simular contramedidas a los poderes de una variedad de superhéroes y supervillanos con el fin de atacar las debilidades de un oponente. Entre los muchos poderes incorporados que posee un dron OMAC se incluyen el vuelo, físicos modulares mejorados relacionados con la fuerza, la velocidad, la agilidad, los reflejos, la resistencia, etc. y el disparo de varios rayos de energía desde su rostro/pecho, ojos y manos con efectos cáusticos, de conmoción cerebral o cegadores. Además, la unidad OMAC puede transformar sus formas nanobiónicas en varias formas y tamaños; i.e. ser capaz de cambiar y alterar las extremidades, sus extremidades en pinzas y hojas de afeitar o incluso cañones autogenerados, recombinarse uno encima del otro para adquirir proporciones gigantescas, así como interactuar con la tecnología usando micromaquinaria a bordo (usada regularmente entre sí como un colmena mente colectiva).
Dichos drones también pueden reutilizar su microtecnología para desactivar y simular las capacidades tecnológicas avanzadas de otras creaciones innovadoras, como el escudo protector de Themyscira.
Su función principal es la aplicación de la nanotecnología para simular las debilidades de un ser superpoderoso opuesto mientras lo detiene y lo despacha. Como disparar fuego, proyectar agujas de celulosa artificial (contra Alan Scott; una aproximación a su debilidad por la madera), dispensar espuma retardante de llama, incluso una vez simulando el poder del rayo de Shazam obligando a Mary Marvel a volver a su forma humana. Puede desactivar el  Erradicador sin esfuerzo. La única debilidad que tiene un OMAC es que es humano debajo de su caparazón, con la intención de disuadir a los héroes de usar la fuerza letal contra ellos.
Los OMAC dependen de su evaluación de héroes y villanos individuales. Cuando luchan contra múltiples oponentes, necesitan unos segundos para adaptar sus contramedidas para cada meta en cuestión. Atom Smasher pudo detener un OMAC que estaba atacando a la JSA pisoteándolo antes de que pudiera evaluar su nivel de amenaza. Los OMAC también son muy vulnerables a Mister Terrific, ya que la tecnología no puede detectarlo.
En la serie Superman/Batman, Brainiac ocupa temporalmente un prototipo de dron OMAC para hacer uso de su nanovirus.
ReMAC, el OMAC que poseen los Forasteros, tiene los mismos poderes y habilidades que un OMAC normal. Difiere mucho en su composición física, siendo de color rojo y con un rostro más humano incluso en su forma blindada.
Incapaz de contactar al Hermano Ojo e incapaz de acceder a su personalidad anterior, ReMAC fue controlado durante un período por el Dr. Salah Miandad. De esta manera, ReMAC conservó su invulnerabilidad y fuerza, pero se vio limitado por la resistencia y la capacidad de atención personales de Salah, que no siempre fueron suficientes para una pelea. La mente de Salah luego quedó atrapada en el cuerpo ReMAC por una interfaz mental defectuosa, eliminando los límites de su resistencia por debajo del promedio.
Maxwell Lord diseñó y empleó una nueva clase muy poderosa y extremadamente letal de OMAC utilizando los diversos recursos de Checkmate, Project's Cadmus & M, la tecnología del responsómetro Metal Men, la ingeniería de células de absorción de Amazo y la xenomaquinaria de un Reach Scarab para crear un todo. legión robótica de autómatas que eran más fáciles de OMACtivar y realizar sus movimientos mientras usaban el JLI para buscar su objetivo final. La culminación de todas las innovaciones incorporadas de los mayores avances tecnológicos en la Tierra fue OMAC Prime.
Un tipo de súper androide que podría evaluar y explotar las debilidades, así como implementar una guerra psicológica utilizando los patrones vocales de Max Lord para contrarrestar a sus adversarios. A diferencia de otros OMAC, Prime tenía la capacidad única de imitar y combinar las metahabilidades y utilidades de otros supertipos en sí mismo, haciéndolo cada vez más fuerte durante la batalla mediante la adquisición de nuevos poderes y tecnología asimilados a sí mismo a través de estímulos de observación.

## En otros medios

### Televisión
- La encarnación de Buddy Blank de OMAC y Hermano Ojo aparecen en Batman: The Brave and the Bold, con la voz de Jeff Bennett y Dee Bradley Baker respectivamente.
- El concepto OMAC y Hermano Ojo se alude en Arrow. En el episodio "Corto Maltese", Ray Palmer inspecciona los planos de un exo-traje OMAC, aunque por "The Climb", cambia el nombre a "ATOM". En el episodio "The Secret Origin of Felicity Smoak", un grupo de cyber-terroristas que se refieren a sí mismos como Hermano Ojo usan un virus para atacar Starling City y amenazan con cerrar todos los bancos y poner a todos en un estado socioeconómico uniforme. Más tarde se revela que Felicity Smoak, del mismo nombre, creó el "Virus del ojo hermano" hace años, y su exnovio Cooper Seldon actualmente lleva el nombre y lidera el grupo terrorista.
- Los OMAC aparecen en el episodio de My Adventures with Superman "My Adventures with Mad Science" como soldados de a pie robóticos para Task Force X.[33]

### Cine
- Los OMAC y Hermano Ojo habrían aparecido en el proyecto abandonado Justice League: Mortal como subordinados de Maxwell Lord y Talia.[34]
- Los OMAC y Hermano Ojo aparecen en Lego DC Batman: Family Matters, con la voz de este último por Cam Clarke.
- OMAC estaba destinado a aparecer en una secuela cancelada de The Lego Batman Movie.[35]
- En Blue Beetle (2023), OMAC, abreviatura de "One Man Army Corps", es una armadura motorizada plegable con interfaz cerebro-computadora desarrollada por Kord Industries, con muchos aspectos extraídos del estudio del Escarabajo Khaji Da. El primer sujeto de prueba de la tecnología, Ignacio Carapax (interpretado por Raoul Max Trujillo), también se conoce como OMAC a lo largo de la película.[36]

### Videojuegos
- El Proyecto OMAC hace un cameo en el final de Batman para Mortal Kombat vs. DC Universe. Esta versión significa Outerworld Monitor and Auto Containment y fue diseñada por Batman para parecerse a ella como una forma de defender la Nueva Tierra de invasores multiversales tras la destrucción de Dark Kahn.
- Hermano Ojo y el Proyecto OMAC aparecen en DC Universe Online, con el primero expresado por Ken Thomas. Brainiac usa a Hermano Ojo para apoderarse de la Tierra a través de su virus OMAC, un OMAC defectuoso, Drones OMAC, OMAC MK II, Nanosyths OMAC, Sigmas OMAC, Unidades OMAC, Delta OMAC y un Incinerador OMAC.
- Hermano Ojo aparece en Injustice 2, con la voz de David Loefell. Esta versión es un centro de comunicaciones que une cada satélite y servidor en la Tierra diseñado para advertir sobre un crimen inminente creado por Batman después del derrocamiento del Régimen de Superman y se basa en una nueva Baticueva construida en un antiguo sistema de metro de Gotham City. Además, Hermano Ojo sirve como locutor del juego y su interfaz satelital el menú principal. En el "Modo multiverso" del juego, se dice que Hermano Ojo tiene escáneres de la energía Fuente, lo que le permite buscar amenazas en todo el multiverso. En el modo historia, Brainiac se hace cargo de Hermano Ojo como parte de su ataque a la Tierra, pero Cyborg piratea a este último y le enseña a ignorar a Brainiac y eliminar el control del alienígena.
- OMAC aparece como un personaje jugable en Lego DC Super-Villains.